# 伯基氏鸚鵡
，又稱秋草鸚鵡、伯克氏鸚鵡，是鸚形目舊世界鸚鵡科伯基氏鸚鵡屬下的唯一一種鳥類。這個物種生存於澳洲的乾旱或半乾旱環境中，主要以種子為食，是一種寵物鳥。
這個物種全身主要以粉、褐、藍三色組成：背側棕褐色、腹部粉紅色、尾下羽毛則為藍色；眼周則有著類似眼鏡的白色眼眶。伯基氏鸚鵡因為以食用種子為主的緣故，有著在日落後或日出前活動成群在水池邊飲水的習慣，這種顏色的羽毛使其在黃昏的紅土大地上有著相當良好的保護色。其繁殖季落在8月至12月間，每次產3—6枚白色的卵、約18天後孵化、幼鳥4周後可離巢。
伯基氏鸚鵡可作為寵物飼養，其個性較為和平、安靜，且能與其他鳥類混居，但通常需要較大的空間飛行。雖然其族群數量未有實際估量，但受到其合適棲地正在擴張的緣故，被認為數量正在增加。《國際自然保護聯盟瀕危物種紅色名錄》將這個物種列為無危物種。

## 命名與發現歷史
該物種於1835年就已由蘇格蘭探險家托馬斯·米切爾發現，並於1838年出版的探險記錄中命名為，但因無附帶的描述成為了裸名。1841年，英國鳥類學家約翰·古爾德正式描述了這個物種，並取名為。此一名稱與發現當時任職於新南威爾士州總督的理查德·布林克有關。:75但無法得知是直接來自於布林克總督本人或者是其模式產地博甘河附近的伯克堡（Fort Bourke），該地點的名稱也來自於這位總督。

## 生物分類學
|  | \| \| 紐費瑪鸚鵡屬 \| \| \| \| \| \| 伯基氏鸚鵡屬 \| \| \| \| |
|  |                                                               |
|  | 地棲鸚鵡屬                                                    |
|  |                                                               |
|  | 紐費瑪鸚鵡屬                                                  |
|  |                                                               |
|  | 伯基氏鸚鵡屬                                                  |
|  |                                                               |

|  | 紐費瑪鸚鵡屬 |
|  |              |
|  | 伯基氏鸚鵡屬 |
|  |              |

|  | \| \| 紐費瑪鸚鵡屬 \| \| \| \| \| \| 伯基氏鸚鵡屬 \| \| \| \| |
|  |                                                               |
|  | 地棲鸚鵡屬                                                    |
|  |                                                               |
|  | 紐費瑪鸚鵡屬                                                  |
|  |                                                               |
|  | 伯基氏鸚鵡屬                                                  |
|  |                                                               |

|  | 紐費瑪鸚鵡屬 |
|  |              |
|  | 伯基氏鸚鵡屬 |
|  |              |

1891年，義大利鳥類學家托馬索·薩爾瓦多里在建立紐費瑪鸚鵡屬時將這個物種歸入該屬內。到了1912年，澳洲鳥類學家格雷戈里·馬修斯認為伯基氏鸚鵡的特徵與紐費瑪鸚鵡屬的模式種——青綠鸚鵡特徵相距甚遠，因此建議另立新屬。該屬名由古希臘語的（羅馬化：neos，意指「新的、不同的」）及古爾德於1845年建立的紅腰鸚鵡屬組合而成，古爾德建立的這個屬名原意在形容紅腰鸚鵡在肩、臀上的斑點與鑲嵌藝術的石頭或寶石類似。:268, 319
雖然馬修斯已建立了伯基氏鸚鵡屬，但仍長期被視為是一種紐費瑪鸚鵡。:3821991年，有分子研究發現伯基氏鸚鵡與紐費瑪鸚鵡屬下的蓝翅鹦鹉關係較遠，支持了將兩屬分立的方案。而2021年的研究也指出這個物種是在近650萬年前與紐費瑪鸚鵡分化的，時間較其他紐費瑪鸚鵡的分化時間來得早。而截至2023年底，各名錄對是否承認伯基氏鸚鵡屬仍未有一致的看法。
伯基氏鸚鵡現歸於澳洲草原鸚鵡亞科地棲鸚鵡族下，為下屬沒有任何亞種的單型種。但馬修斯曾於1916年描述了此一亞種，稱該亞種的體色較淡，但因為在模式產地鄰近地區的其他伯基氏鸚鵡，幾乎與指名亞種相差無幾，且雌鳥普遍較雄鳥體色來得淡（馬修斯當時使用的模式標本是一隻雌鳥）而被取消地位。

## 形態描述
伯基氏鸚鵡的體長19—23公分，體重平均約38—50公克之間。:382其鳥喙寬平均約7.5公釐、深平均約13.3公釐、嘴峰長平均約13.2公釐，翼展30—36公分、翼長平均約11.8公分；跗蹠平均長約13.5公釐，尾長平均約11.2公分。
成鳥的眼睛虹膜暗褐色，鳥喙鉛灰色，腳趾灰色。羽毛主要以藍、褐、粉三色組成：身體主體為粉红褐色，由頭、頸的橙褐色；背部的灰褐色及腹部的淡粉紅色組成。眼周白色，翅膀上緣粉藍色、外側為橙褐色並帶有黑色斑塊。腿、臀側、腹部和尾下覆羽為明亮的淺藍色羽毛。中央尾羽呈暗灰棕色；較外側的尾羽呈暗藍灰色、邊緣為白色，末端則為白色。其雌雄外觀有些微差距：雄鳥在額頭處帶有藍色區塊；而雌鳥顏色普遍較雄鳥淡，且翅內具有一條貫穿翅膀的橫紋；而沒有季節性的變化。幼鳥的顏色比雌鳥來得更淡，且翅內的橫紋更不明顯或淡。
在其棲息範圍內，因伯基氏鸚鵡粉棕的體色，少有其他物種會與之相淆，但遠觀時可能會因頭部顏色相似混淆。其飛行姿態有時也會被認為與戈氏姬地鸠有幾分相似。

## 分佈與棲息環境
伯基氏鸚鵡是僅分布於澳洲的鳥類，分佈於西部、中南部和中東部地區，集中於中部區域生活。:382其棲息區被辛普森沙漠及弗林德斯山脈從中橫斷成兩個區塊。
這個物種最偏好在有無脈相思樹的乾燥灌木地等乾旱或半乾旱環境中棲息。:382雖然牠們可以在城市地區找到，但伯基氏鸚鵡主要會聚集在人煙較少的地方生活。牠們慣於行游牧生活，常常於同一地區短暫停留數年後就遷徙他處，會因季節不同而在數量上有所變化，有時多有時少。但這個物種大多會在有水可取用的地區出現，而缺水的乾旱地區則不易見到。

## 習性
伯基氏鸚鵡是部分夜行性的鳥類，常在黃昏時活動，月光下飛翔。:382其飛行直接、迅速，會發出可聽見的呼嘯聲。雖然是成群活動，但這個物種在地面和植被中覓食或休息時非常安靜，在人類近距離觀察時，常靜止不動或迅速躲入掩蔽物中，或是利用死樹偽裝。

### 食性
其主食為草籽（如相思樹、沙冰藜、臘腸樹的種子），並也食用嫩芽、昆蟲等，於地面上和灌木叢中以6—8隻的小群體一同取食。:382這種鸚鵡因為主要以食用種子為主，所以有著成群在黑暗或黎明到來前去取水飲用的習慣，因此在早期的捕鳥人和鳥類商中有著「Night Parrots」的稱呼。其粉棕色的羽色在黃昏下的紅土大陸中，提供了相當良好的保護色。

### 繁殖
伯基氏鸚鵡採終身配對的一夫一妻制繁殖。其繁殖季在8月—12月間，但會因降雨量而變化。:382牠們通常於在高1—3公尺處的樹洞中築巢。:382

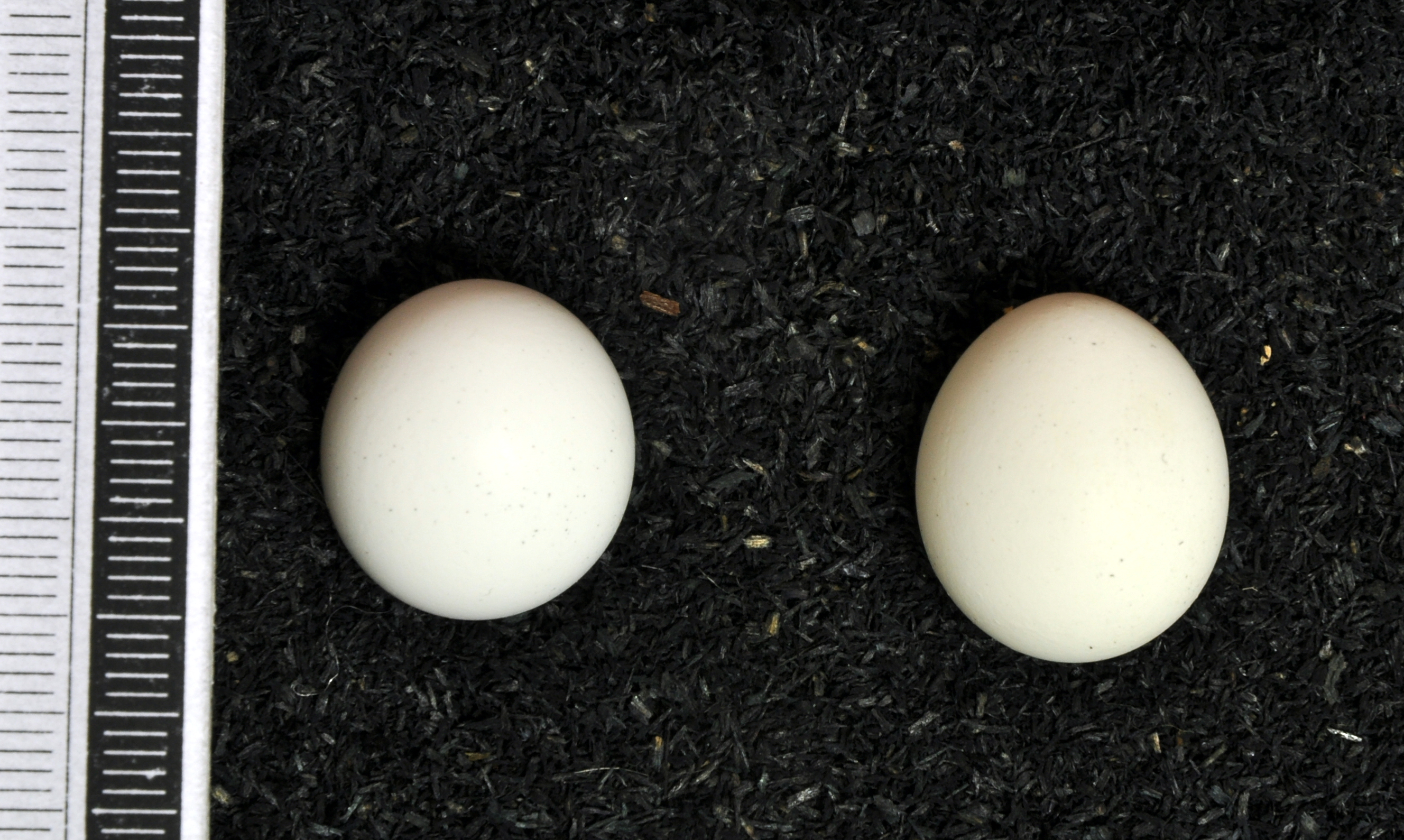
伯基氏鸚鵡的卵標本，收藏於德國威斯巴登博物館

雌鳥每次產3—6枚卵，外觀上為略有光澤白色的圓形至橢圓形，卵大小為長20公釐、寬17公釐。:382孵化主要由雌鳥進行，雄鳥以反芻的方式提供食物給雌鳥。雛鳥約18天後孵化，出生時皮膚呈黑色，絨毛呈煙灰色，約4周後可離巢，但雙親會再餵養一周。:382
離巢後的亞成鳥約在五—九個月大時逐漸更換為有兩性差異的成鳥羽毛。通常會在滿一歲時開始繁殖，但最早可在約六個月大時就有初次繁殖的紀錄。

### 叫聲
伯基氏鸚鵡飛行時常常會連續發出柔和的「chu-vee」聲音；或是穿透力強的哨音連著柔和的哨音。其叫聲與虎皮鸚鵡相似，但叫聲更柔和，音調更高。而警報叫聲則是尖銳的兩道聲音。

## 威脅與天敵
由於畜牧的過度放牧，以及兔子、家貓和狐狸的影響，伯基氏鸚鵡曾從一些地區（如新南威爾士州中部）逐漸消失。

## 保育情形
伯基氏鸚鵡目前未有實際調查過其數量，於1998年時估計至少超過5萬隻，而在2021年的模型預測中估計總共約有109萬隻左右。這個物種因為居於較為荒涼的環境中，被認為目前持續中的環境退化對這個物種的族群趨勢正在增加。《國際自然保護聯盟瀕危物種紅色名錄》鑒於這個物種相當廣大的分佈範圍，及正上升中的族群趨勢，將伯基氏鸚鵡列為無危物種。受到《瀕危野生動植物種國際貿易公約》的限制，作為寵物飼養的伯基氏鸚鵡多來自於人工繁殖。

## 與人類的關係

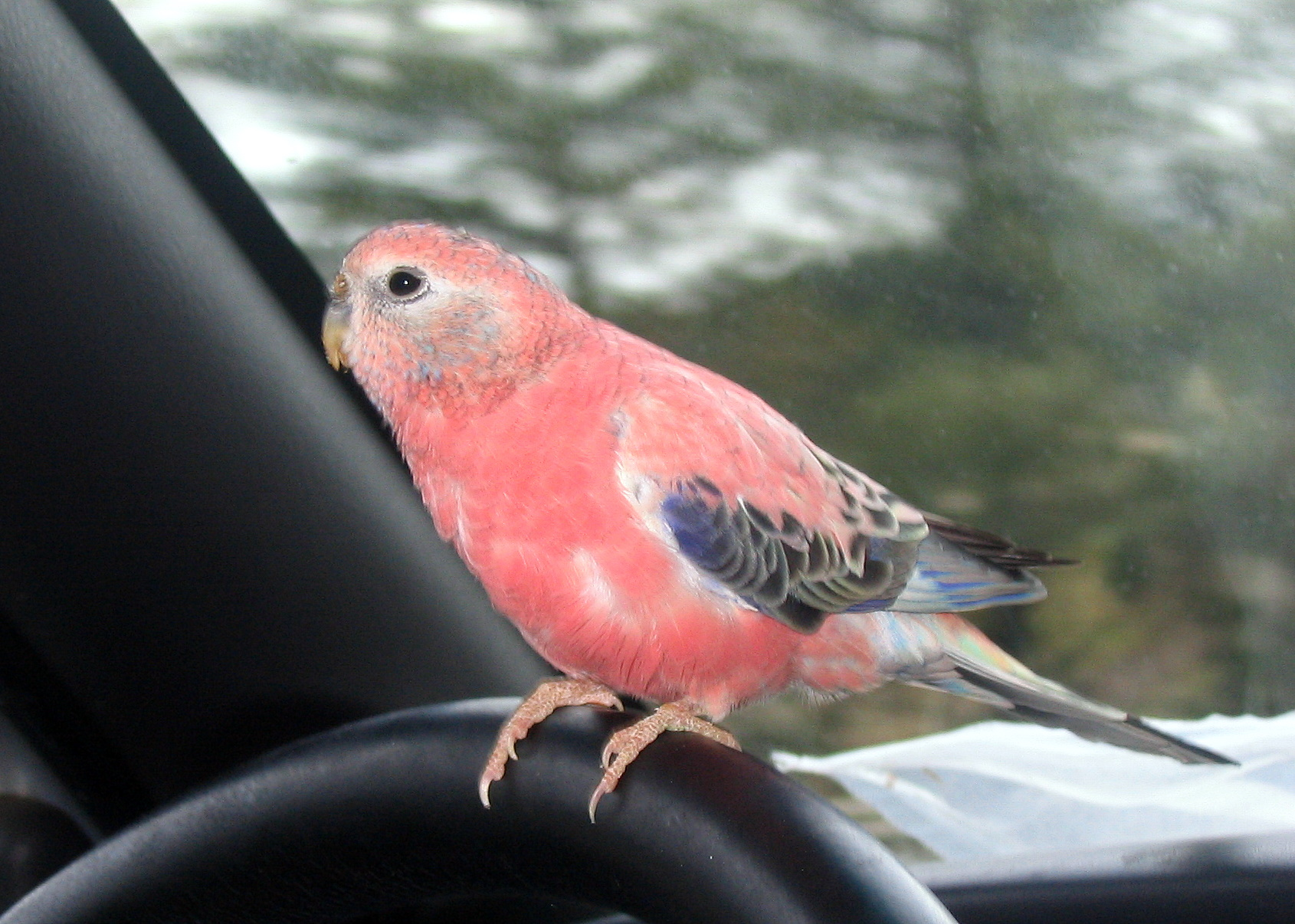
伯基氏鸚鵡的一個寵物品系

伯基氏鸚鵡可作為寵物鳥，其個性相當溫和且安靜，且易親近人，被稱作是適合新手飼主的寵物鸚鵡之一；但這種鸚鵡較容易受驚嚇並累積壓力，因此並不太適合有活潑孩童的家庭中飼養。其寵物品系多樣，其主顏色可包含玫瑰色、粉紅色、奶油色、藍色、肉桂色或是多種顏色交雜等。
因為這個物種和平的個性，牠們可以與其他雀鳥、鴿子和其他小型鸚鵡在同一鳥舍中飼養。不過由於這個物種愛飛行的習性，需要留給其較大的飛行空間。牠們也是少數成群飼養時較不會對飼主反抗的鳥類之一，且較為耐寒。

## 外部連結
- 维基共享资源上的相關多媒體資源：伯基氏鸚鵡
- 維基物種上的相關：伯基氏鸚鵡
- VIREO上伯基氏鸚鵡的圖片
- Xeno-canto上有关伯基氏鸚鵡的錄音